# کوسگولا
کوسگولا (به لاتین: Kosgolla) یک منطقهٔ مسکونی در سری‌لانکا است که در استان مرکزی (سری‌لانکا) واقع شده‌است.